# Regno di Tungning
Il regno di Tungning fu il primo regime cinese Han a comandare su Taiwan, dal 1661 al 1683. Era un regno a favore della dinastia Ming, e fu fondato da Koxinga dopo la distruzione della potenza Ming da parte dei Manciù. Koxinga era il figlio di un ex-pirata che diceva di essere leale alla dinastia Ming; sperava di assemblare le sue truppe in Taiwan e usare il paese come base per riconquistare la Cina continentale per conto della dinastia Ming.

## Nomi
Il regno di Tungning (cinese tradizionale:東寧王國; cinese semplificato: 东宁王国; pinyin: Dōngníng Wángguó) viene anche chiamato regno di Zheng (Cheng) (cinese tradizionale:鄭氏王朝; cinese semplificato:郑氏王朝; pinyin: Zhèngshì Wángcháo) o regno di Yanping (延平王國). L'ammiraglio Koxinga chiamò Taiwan Tungtu/Dongdu. È stato chiamato nella storia occidentale Regno di Taiwan e al periodo di governo ci si riferisce a volte come dinastia Koxinga.

## Storia

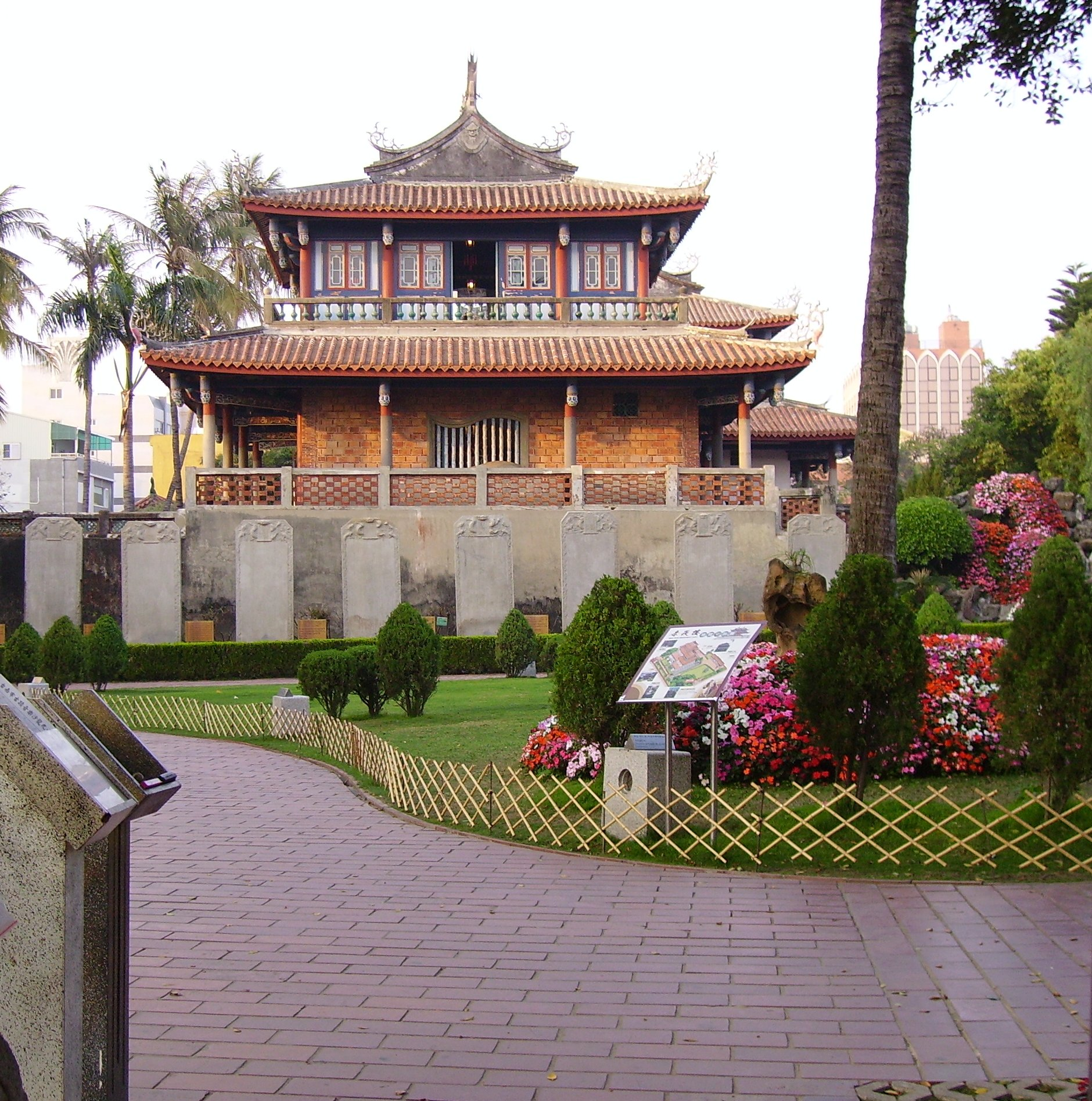
La Torre di Chihkan, l'ufficio di Koxinga dopo che rilevò il precedente avamposto olandese

Nel 1661 Koxinga riuscì a sbarcare a Luerhmen (cinese tradizionale: 鹿耳門; cinese semplificato: 鹿耳门; pinyin: Lù'ěrmén), Taiwan. In meno di un anno conquistò Fort Zeelandia e negoziò un trattato con Frederick Coyett, il governatore olandese, col quale gli olandesi cedevano la fortezza e lasciavano tutti i beni di proprietà della Compagnia Olandese delle Indie Orientali. In cambio, tutti gli ufficiali olandesi, i soldati ed i civili poterono scappare via con i loro beni personali a Batavia, ponendo fine ai 38 anni di dominio coloniale olandese in Taiwan. Koxinga continuò a dedicare se stesso alla trasformazione di Taiwan in una efficace base per i simpatizzanti della lotta contro la dinastia Qing per riportare la dinastia Ming al potere.
Nel 1662, all'età di 39 anni, Koxinga morì di malaria, sebbene alcune ipotesi vogliano che sia morto in un improvviso attacco di pazzia dopo aver appreso della morte del padre per opera dei Qing. Suo figlio, Zheng Jing, gli succedette al comando di Taiwan, con il titolo ereditato di Principe di Yanping.
Nei successivi 19 anni, Zheng Jing cercò di soddisfare le esigenze degli abitanti locali e di riorganizzare le proprie forze militari in Taiwan. I contatti con l'imperatore Kangxi della dinastia dei Qing in Cina tramite ambasciatori erano frequenti. Sotto la pressione Qing, Zheng Jing combatté per difendere Xiamen, Quemoy e le isole Pescadores, le quali erano state perse nel corso degli anni, soprattutto a causa delle misere forze che erano incapaci di difendersi dai Qing. Durante la Rivolta dei Tre Feudatari, Zheng Jing lanciò un'offensiva nell'area di Fujian.
Con la fine della rivolta, Zheng subì una seria sconfitta. Dopo la sconfitta, Zheng ritornò a Taiwan, dove indulse al vino e alle donne, morendo subito dopo di malattia. Alla sua morte, i suoi generali e ministri si divisero in due fazioni, ognuna a supporto dei suoi figli come eredi. Dopo alcune lotte interne, Zheng Keshuang, il suo figlio più giovane di dodici anni, gli successe al trono.
Nel 1683, dopo la battaglia di Penghu, Zheng Keshuang accettò la richiesta dei Qing di arrendersi, ed il suo regno fu incorporato nella dinastia Qing come parte della provincia di Fujian.

## Eredità
Il Regno di Tungning esistette solamente per poco più di vent'anni, ma per via dei suoi paralleli con il corrente status politico di Taiwan, continua a mantenere un grande valore simbolico.
Dopo la sua sconfitta nella guerra civile cinese nel 1949, la Repubblica di Cina, condotta dal Kuomintang, si ritirò a Taiwan, lasciando la Cina continentale al Partito Comunista Cinese che successivamente fondò la Repubblica popolare cinese. Nei decenni successivi, la Repubblica di Cina operò per riguadagnare il continente, mantenendo basi sulle isole in prossimità dell'entroterra (per esempio Quemoy), come Koxinga ed i suoi discendenti avevano fatto. Sebbene la Repubblica di Cina si sia da allora democratizzata e non abbia più pensato alla riconquista dell'entroterra, l'accordo politico e territoriale è rimasto inalterato. Rispetto a tutto ciò, si può fare un parallelo tra la situazione Qing/Koxinga e quella attuale tra Repubblica di Cina/Repubblica popolare cinese.
Il Kuomintang della Repubblica di Cina si è focalizzato sui successi di Koxinga, come per esempio usare Taiwan come base per ripristinare il governo nell'entroterra cinese, parallelo col quale essi vedono sé stessi come i difensori della Repubblica di Cina e Taiwan come base dalla quale la Repubblica di Cina riconquisterà il continente. La Repubblica popolare cinese si è generalmente focalizzata sul fatto che Koxinga liberò Taiwan dal colonialismo olandese per la gloria della madrepatria, mentre ridimensiona il fatto che Koxinga era in realtà impegnato a rovesciare il governo continentale dell'epoca per ripristinare una precedente dinastia.